# Büren (Soleura)
Büren é uma comuna da Suíça, situada no distrito de Dorneck, no cantão de Soleura. Tem 6,22 km² de área e sua população em 2018 foi estimada em 1.042 habitantes.